# Guineu voladora d'Okinawa
La guineu voladora d'Okinawa (Pteropus loochoensis) és una espècie de ratpenat de la família dels pteropòdids. No es coneix amb certesa la seva distribució, car només se n'han trobat tres exemplars i la seva procedència no està clara. Es creu que els tres exemplars, que foren descoberts al segle xix, provenen d'Okinawa. A causa d'aquesta manca d'informació, no se sap res sobre l'hàbitat i les amenaces que afecten aquesta espècie, que anteriorment fou classificada com a extinta per la Unió Internacional per a la Conservació de la Natura (UICN).